# Walter Arnold (Politiker, 1949)

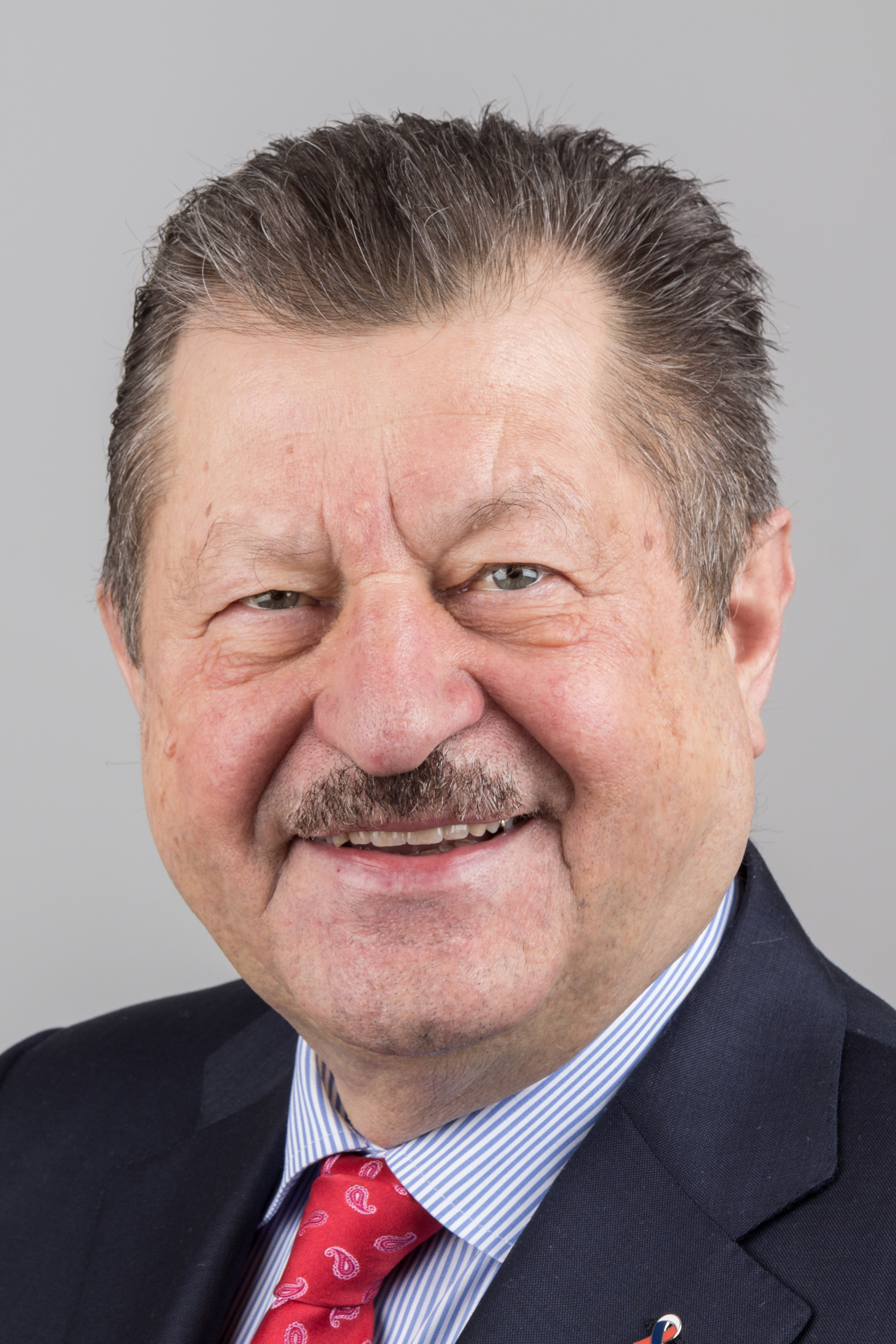
Walter Arnold (2016).

Walter Arnold (* 13. August 1949 in Petersberg (Hessen)) ist ein deutscher Politiker (CDU). Von 1999 bis 2004 und von 2009 bis 2018 war er Mitglied des hessischen Landtages, von Februar 2004 bis 30. Januar 2009 Finanzstaatssekretär in der hessischen Landesregierung.

## Leben
Nach Abitur und Bundeswehr Studium der Elektrotechnik 1971 bis 1978 (Abschluss: Dipl.-Ing.). Darauf folgte von 1978 bis 1983 eine Arbeit als wissenschaftlicher Mitarbeiter an der TH Darmstadt und 1985 eine Promotion zum Dr.-Ing. in der Fachrichtung Maschinenbau. Beruflich war Arnold von 1983 bis 2004 als Mitglied der Geschäftsleitung der Zement- und Kalkwerke Otterbein in Großenlüder tätig.
Arnold ist römisch-katholisch, verheiratet und hat drei Kinder. Er ist Mitglied der katholischen Studentenverbindung KDStV Adolphiana Fulda im CV.

## Politik
Arnold war Vorsitzender des CDU-Kreisverbandes Fulda sowie des CDU-Bezirksverbandes Osthessen. Ab 2003 war er Mitglied des Landesvorstandes der CDU Hessen. Weiterhin ist Arnold Ehrenvorsitzender der MIT Mittelstands- und Wirtschaftsvereinigung Hessen der CDU. Vom 7. April 1999 bis Ende Januar 2004 und wieder seit der Landtagswahl in Hessen 2009 am 18. Januar 2009 war Walter Arnold Mitglied des Hessischen Landtags. Dabei wurde er stets im Wahlkreis Fulda I direkt gewählt. In der Fraktion war er stellvertretender Vorsitzender und wirtschaftspolitischer Sprecher sowie zuständig für die Bereiche Forst und Jagdpolitik. Ab dem 3. Februar 2004 war Arnold Finanzstaatssekretär der Regierung Roland Koch. Zwischenzeitlich ließ er sich vom Amt beurlauben, um das Mandat im neuen Hessischen Landtag anzunehmen. Am 18. März 2008 gab Roland Koch allerdings bekannt, dass Arnold der geschäftsführenden Landesregierung weiterhin zur Verfügung stehe. Am 30. Januar 2009 schied Arnold aus dem Amt als Staatssekretär im Hessischen Finanzministerium aus, um als erneut direkt gewählter Abgeordneter sein Mandat wahrzunehmen. Sein Nachfolger als Finanzstaatssekretär wurde Thomas Schäfer. Bei der Landtagswahl in Hessen 2018 trat er nicht mehr an und schied so aus dem Parlament aus.
Arnold war von 2006 bis 2018 Vorsitzender der CDU-Kreisverbands Fulda.
Von 2001 bis 2021 war Arnold Mitglied des Kreistags Fulda und dort stellvertretender Fraktionsvorsitzender.

## Ehrungen
- 2019: Hessischer Verdienstorden[4]
- 2024: Ehrendoktor des Fachbereichs Medizin der Johann Wolfgang Goethe-Universität Frankfurt am Main[5]